# Heinrich Redlin
Heinrich Redlin (* 13. Januar 1858 in Siggelkow; † 14. Oktober 1920 ebenda) war ein deutscher Landwirt und Politiker (DDP).

## Leben
Redlin war Landwirt in Siggelkow und seit 1889 Anhänger der liberalen Demokraten, später der Deutschen Fortschrittspartei. Im Kreis war er Vorsitzender des liberalen Vereins. 1919 wurde er als Erbpächter Abgeordneter des Verfassunggebenden Landtags von Mecklenburg-Schwerin.